# Zlatan Ibrahimbegović
Zlatan Ibrahimbegović (* 18. března 1948) je bývalý jugoslávský vodní slalomář, kajakář.
Startoval na Letních olympijských hrách 1972 v německém Mnichově, kde v individuálním závodě K1 dojel na 29. místě.